# Kaxararí
Kaxararí (Caxarari) je pleme Panoan Indijanaca u graničnim područjima brazilskih država Acre, Amazonas i Rondônia, osobito u kraju uz rijeku Rio Azul. Danas su smješteni na rezervat Área Indígena Kaxararí  (220; 1989), neki žive i u obližnjim gradovima Porto Velho, Rio Branco i Guajará-Mirim. 

## Vanjske poveznice
- Vocabulário Kaxariri  Arhivirana inačica izvorne stranice od 18. srpnja 2006. (Wayback Machine)
- Vocabulário caxarar (Kaxarari/Kaxararí)  Arhivirana inačica izvorne stranice od 14. lipnja 2006. (Wayback Machine)
- Kaxarari  Arhivirana inačica izvorne stranice od 15. svibnja 2007. (Wayback Machine)
- Povo Kaxarari
- Índios kaxararis querem o direito de explorar racionalmente suas riquezas